# Rogue Traders
Rogue Traders (в переводе с англ. — «аферисты») — австралийская синти-рок-группа, созданная в 2002 году клавишником Джеймсом Эшем и гитаристом Стивом Дэвисом. Позже к ним присоединился барабанщик Камерон МакГлинчи и вокалистка Натали Бассингтуэйт. Название группы происходит от названия фильма Аферист 1999 года.
За свою карьеру группа выпустила 4 студийных альбома. Среди них самыми успешными стали Here Come the Drums (2005) и Better in the Dark (2007), которые были удостоены платиновой сертификации в Австралии. Синглы «One of My Kind», «Voodoo Child», «Way to Go!», «Watching You», «We’re Coming Home», «Don’t You Wanna Feel» и «I Never Liked You» также были популярными и занимали высокие позиции в ARIA Charts, UK Singles Chart, RIANZ и Irish Singles Chart.
В 2008 году в составе Rogue Traders произошли изменения; группу покинули Натали Бассингтуэйт и Камерон МакГлинчи. Им на смену пришли Минди Джексон, Тим Хинвуд, Петер Марин и Дэнни Спенсер. В 2013 году Минди Джексон заявила, что намерена начать сольную карьеру, после чего группа прекратила деятельность.

## История группы

### Формирование иWe Know What You’re Up To(2002—2005)

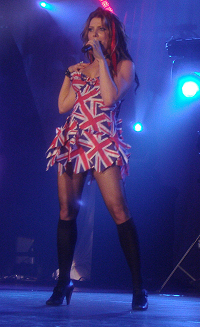
Натали Бассингтуэйт, вокалистка группы с 2004 по 2008 год.

Коллектив создан в 2002 году в Мельбурне музыкантами Джеймсом Эшем и Стивом Дэвисом. Дебютным релизом Rogue Traders становится сингл «Need You to Show Me» занявший 16 строчку ARIA Top 50 Club Chart. Позднее музыканты издают сингл «One of My Kind» являющийся кавер-версией и ремиксом одноимённой песни рок-группы INXS. Сингл занимает 10 место чарта Австралии и номинируется на премию ARIA Music Awards.
В 2003 выходит первый студийный альбом группы We Know What You’re Up To. В записи пластинки в качестве вокалистов принимали участие Ямайка Уильямс, Мелинда Ричардс, Джозефин Армстед, Мелинда Эплби и Милтон Мидлбрук.
В 2004 году в качестве постоянной вокалистки в Rogue Traders приходит Натали Бассингтуэйт. Затем к группе присоединяется Камерон МакГлинчи. В этом составе Rogue Traders записывают и издают сингл «Voodoo Child», принёсший группе известность не только в Австралии и Новой Зеландии, но и в Европе и Великобритании. Вскоре один из основателей Rogue Traders Стив Дэвис покидает группу.

### Here Come the DrumsиBetter in the Dark(2005—2008)

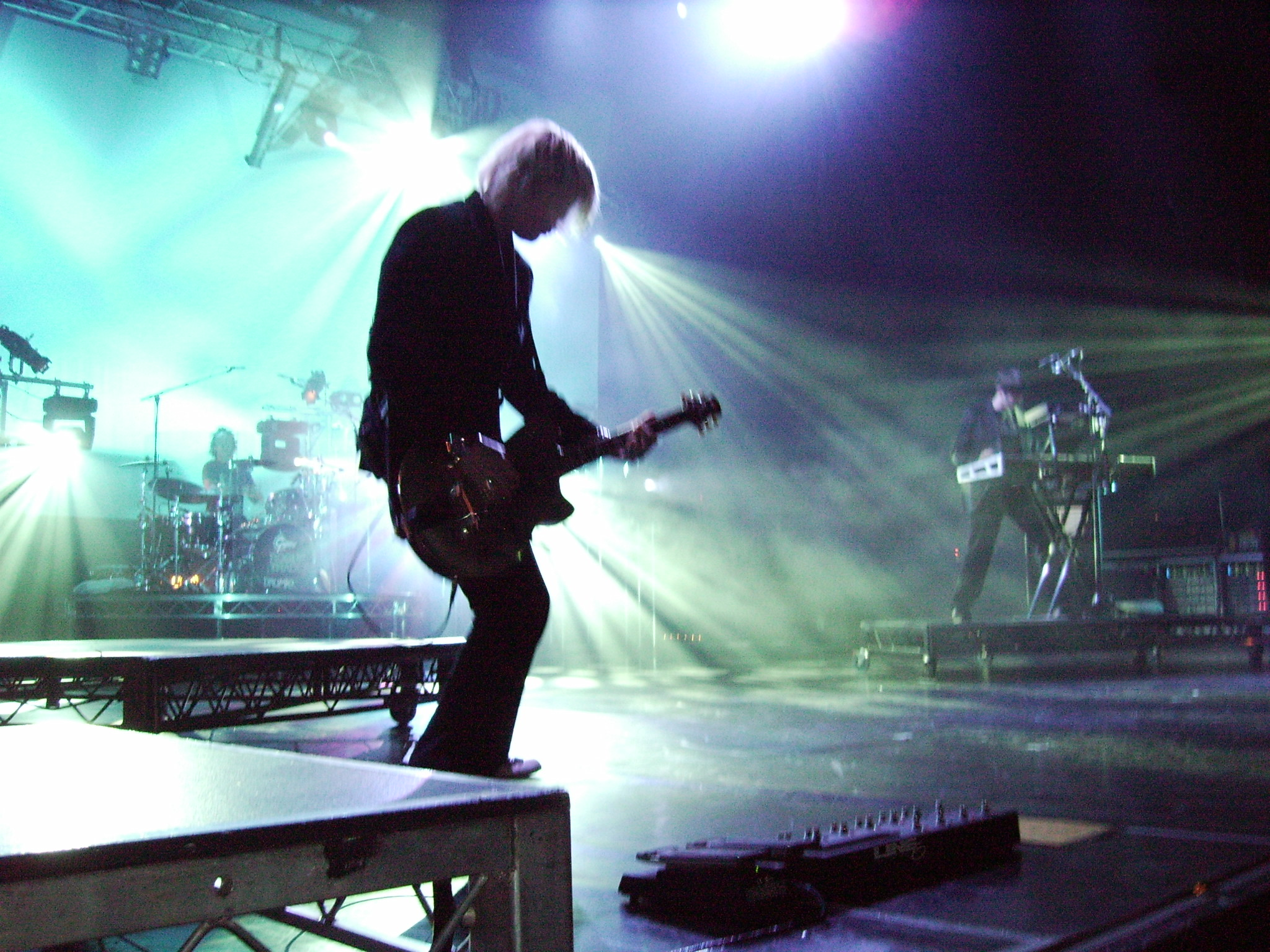
Выступление Rogue Traders в рамках тура в поддержку Here Come the Drums, 2006.

В октябре 2005 года выходит второй студийный альбом Here Come the Drums. Пластинка становится коммерчески успешной и получает в Австралии 4 x платиновый статус, а также премию ARIA Music Award:. В 2006 музыканты заключают контракт с лейблом Sony BMG и проводят гастрольный тур с новым участником Тимом Хинвудом.
В течение 2007 года музыканты работают над новым альбомом. Первым синглом, выпущенным в поддержку диска, стал «Don't You Wanna Feel», дебютировавший на 4 строчке австралийского чарта и ставший золотым. Релиз третьего студийного альбома Better in the Dark состоялся в октябре 2007 года. Пластинка также, как и предшественник Here Come the Drums, становится успешной и получает статус платиновой в Австралии и Новой Зеландии. В 2008 году музыканты проводят небольшой концертный тур и выпускают синглы «I Never Liked You» и «What You're On». В этом же году происходят серьёзные изменения в составе группы: Натали Бассингтуэйт и Камерон МакГлинчи уходят коллектива.

### Смена вокалистки,Night of the Living Drumsи прекращение деятельности (2009—2013)
В начале 2009 года в Rogue Traders приходят новые участники — это вокалистка Минди Джексон и барабанщик Петер Марин. 25 декабря 2009 выходит сингл «Love Is a War», ставший первым релизом группы с новыми участниками. В 2010 году музыканты анонсируют новый альбом, выпускают сингл «Would You Raise Your Hands?» и проводят концертный тур, в рамках которого выступают на различных музыкальных фестивалях Европы.
В июне 2011 года выходит сингл «Hearts Beat as One». Эта песня была записана годом ранее и должна была стать заглавным треком чемпионата мира по футболу 2010. 11 ноября 2011 группа выпускает альбом The Sound of Drums. Он состоял из двух дисков: на одном были лучшие композиции Rogue Traders, другой содержал новый студийный материал группы. Альбом оказался провальным.
В 2012 году стало известно, что один из основателей Rogue Traders Джеймс Эш покидает коллектив, чтобы сосредоточиться на своём новом проекте Jealous Much?. В середине 2013 Минди Джексон сообщила, что хочет начать сольную карьеру. После этого заявления был удалён аккаунт Rogue Traders в Facebook и форум, также прекратил обновляться официальный сайт коллектива. На данный момент группа неактивна.

## Участники
| Участник | Участник                        | 2002 | 2003 | 2004 | 2005 | 2006 | 2007 | 2008 | 2009 | 2010 | 2011 | 2012 | 2013 |
| -------- | ------------------------------- | ---- | ---- | ---- | ---- | ---- | ---- | ---- | ---- | ---- | ---- | ---- | ---- |
|          | Джеймс Эш (2002–2012)           |      |      |      |      |      |      |      |      |      |      |      |      |
|          | Стив Дэвис (2002–2005)          |      |      |      |      |      |      |      |      |      |      |      |      |
|          | Натали Бассингтуэйт (2004–2008) |      |      |      |      |      |      |      |      |      |      |      |      |
|          | Камерон МакГлинчи (2005–2008)   |      |      |      |      |      |      |      |      |      |      |      |      |
|          | Тим Хинвуд (2006–2013)          |      |      |      |      |      |      |      |      |      |      |      |      |
|          | Дэнни Спенсер (2008)            |      |      |      |      |      |      |      |      |      |      |      |      |
|          | Минди Джексон (2009–2013)       |      |      |      |      |      |      |      |      |      |      |      |      |
|          | Петер Марин (2009–2013)         |      |      |      |      |      |      |      |      |      |      |      |      |

## Дискография
Студийные альбомы
| Год                                  | Альбом | Высшая позиция | Высшая позиция | Сертификация          |
| Год                                  | Альбом | AUS            | UK             | Сертификация          |
| ------------------------------------ | --- | -------------- | -------------- | --------------------- |
| 2003                                 | We Know What You're Up To - Дата выхода: 5 мая 2003 - Лейбл: Vicious Grooves (#VGLP002CD) - Форматы: CD, цифровая дистрибуция | —              | —              |                       |
| 2005                                 | Here Come the Drums - Дата выхода: 15 мая 2005 - Лейбл: Sony BMG (#82876735272) - Форматы: CD, цифровая дистрибуция]          | 2              | 46             | - ARIA: 4× платиновый |
| 2007                                 | Better in the Dark - Дата выхода: 13 октября 2007 - Лейбл: Sony BMG (#88697173392) - Форматы: CD, цифровая дистрибуция        | 4              | —              | - ARIA: платиновый    |
| 2011                                 | The Sound of Drums - Дата выхода: 11 ноября 2011 - Лейбл: Sony BMG - Форматы: CD, цифровая дистрибуция                        | —              | —              |                       |
| «—» значит релиз не занимал позицию. | |                |                |                       |

Синглы
| Год                                  | Песня                                     | Высшая позиция | Высшая позиция | Высшая позиция | Высшая позиция | Сертификация                      | Альбом                    |
| Год                                  | Песня                                     | AUS            | NZ             | IRL            | UK             | Сертификация                      | Альбом                    |
| ------------------------------------ | ----------------------------------------- | -------------- | -------------- | -------------- | -------------- | --------------------------------- | ------------------------- |
| 2002                                 | «Need You to Show Me»                     | —              | —              | —              | —              |                                   | неальбомный               |
| 2002                                 | «Give in to Me»                           | 67             | —              | —              | —              |                                   | We Know What You’re Up To |
| 2003                                 | «One of My Kind» (Rogue Traders vs. INXS) | 10             | —              | —              | —              |                                   | We Know What You’re Up To |
| 2003                                 | «Stay?»                                   | 60             | —              | —              | —              |                                   | We Know What You’re Up To |
| 2005                                 | «Voodoo Child»                            | 4              | 7              | 15             | 3              | - ARIA: Платиновый - BPI: Серебро | Here Come the Drums       |
| 2005                                 | «Way to Go!»                              | 7              | —              | —              | —              | - ARIA: Золотой                   | Here Come the Drums       |
| 2006                                 | «Watching You»                            | 5              | —              | 46             | 33             | - ARIA: Золотой                   | Here Come the Drums       |
| 2006                                 | «We’re Coming Home»                       | 14             | —              | —              | —              |                                   | Here Come the Drums       |
| 2007                                 | «Don’t You Wanna Feel»                    | 10             | —              | —              | —              | - ARIA: Золото                    | Better in the Dark        |
| 2008                                 | «I Never Liked You»                       | 9              | —              | —              | —              | - ARIA: Золото                    | Better in the Dark        |
| 2008                                 | «What You’re On»                          | 30             | —              | —              | —              |                                   | Better in the Dark        |
| 2009                                 | «Love Is a War»                           | 90             | —              | —              | —              |                                   | Night of the Living Drums |
| 2010                                 | «Would You Raise Your Hands?»             | 95             | —              | —              | —              |                                   | Night of the Living Drums |
| 2010                                 | «Hearts Beat as One»                      | —              | —              | —              | —              |                                   | неальбомный сингл         |
| «—» значит релиз не занимал позицию. |                                           |                |                |                |                |                                   |                           |

Ремиксы для других исполнителей
| Год  | Песня                                               | Исполнитель                 |
| ---- | --------------------------------------------------- | --------------------------- |
| 2003 | «Obsession (I Love You)» (Rogue Traders 7" version) | Amiel                       |
| 2003 | «Do Me Wrong» (Rogue Traders Denim Tribute mix)     | Мелани Блэтт                |
| 2003 | «The Switch» (Rogue Traders mix)                    | Planet Funk                 |
| 2004 | «Fork in the Road» (Rogue Traders 12" remix)        | 1200 Techniques             |
| 2004 | «I’ve Got Your Number» (Rogue Traders remix)        | Cheyne Coates               |
| 2006 | «Love Declaration» (Rogue Traders Vocoder dub)      | Paul Mac featuring Aaradhna |

## Награды и номинации
APRA Awards
| Год  | Номинируемая работа    | Категория                            | Результат |
| ---- | ---------------------- | ------------------------------------ | --------- |
| 2003 | «Give in to Me»        | Лучшее танцевальное выступление      | Номинация |
| 2004 | «One of My Kind»       | Лучшее танцевальное выступление      | Номинация |
| 2006 | «Way to Go!»           | Лучшее танцевальное выступление      | Победа    |
| 2007 | «Way to Go!»           | Лучшее танцевальное выступление      | Номинация |
| 2007 | «We’re Coming Home»    | Лучшее танцевальное выступление года | Номинация |
| 2008 | «Don’t You Wanna Feel» | Лучшая танцевальная работа года      | Номинация |
| 2008 | «In Love Again»        | Лучшая танцевальная работа года      | Победа    |
| 2009 | «Don’t You Wanna Feel» | Лучшая танцевальная работа года      | Номинация |

ARIA Awards
| Год  | Номинируемая работа      | Категория                  | Результат |
| ---- | ------------------------ | -------------------------- | --------- |
| 2003 | «One of My Kind»         | Лучшая танцевальная запись | Победа    |
| 2003 | «One of My Kind»         | Лучший сингл               | Номинация |
| 2003 | «One of My Kind»         | Лучшее видео               | Номинация |
| 2005 | «Voodoo Child»           | Лучшая танцевальная запись | Номинация |
| 2005 | «Voodoo Child»           | Лучшее видео               | Номинация |
| 2005 | «Voodoo Child» Джеймс Эш | Звукоинженер года          | Номинация |
| 2006 | Here Come the Drums      | Лучший поп-релиз           | Номинация |
| 2006 | Here Come the Drums      | Лучшая группа              | Номинация |
| 2006 | Here Come the Drums      | Лучший альбом              | Номинация |
| 2006 | Here Come the Drums      | Самый продаваемый альбом   | Номинация |

MTV Australia Awards
| Год  | Премия                                      | Результат |
| 2006 | Лучший новый исполнитель                    | Номинация |
| 2006 | Лучшее танцевальное видео («Voodoo Child»)  | Победа    |
| 2007 | Лучшее танцевальное видео («In Love Again») | Номинация |

Другие награды
| Год  | Номинируемые                        | Премия                          | Результат |
| 2007 | The Nickelodeon Kids' Choice Awards | Любимая группа                  | Номинация |
| 2007 | The Will Styles Humpty Dumpty Award | Любимая музыка Ника Таера       | Победа    |
| 2007 | The Hot Hits                        | Лучший доморощенный исполнитель | Номинация |
| 2008 | Inside Film awards 2008             | Лучшее видео («What You’re On») | Номинация |